# Galion

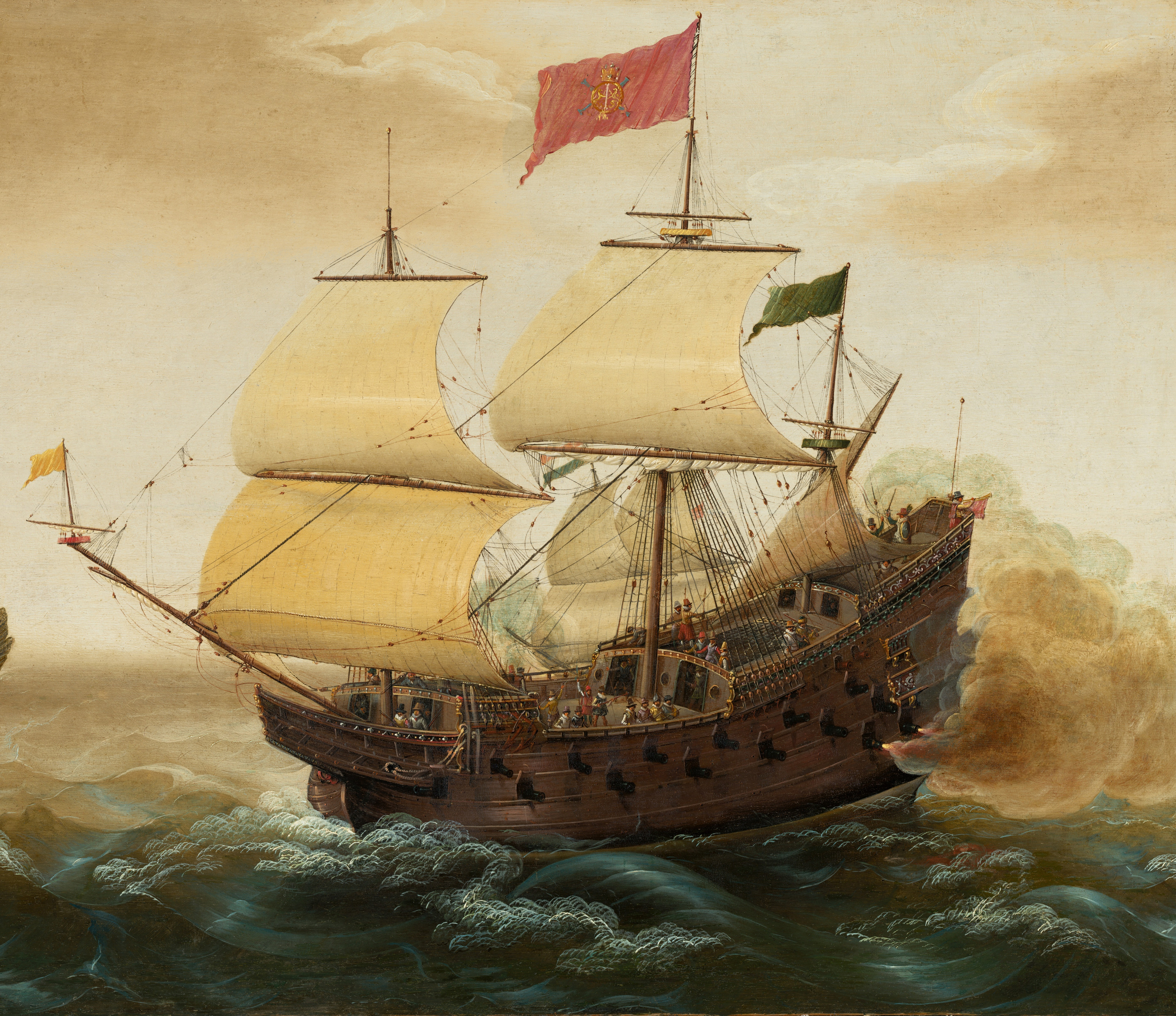
Galion spaniol

Galionul a fost o navă cu pânze (velier), de mari dimensiuni și cu mai multe punți folosit de națiunile Europei în secolele XVI-XVIII. Galioanele erau bine înarmate și erau folosite pentru bătălii și transport.

## Istoric
În perioada care a urmat, cunoscută ca  perioada marilor descoperiri geografice, în care caravela a avut rolul esențial, a apărut nevoia de transporta cantități mari de mărfuri din regiuni îndepărtate, sarcină pentru care ușoarele caravele nu erau potrivite. La început portughezii au adaptat pentru aceasta caraca, un model de navă mai vechi folosit în zona Mediteranei, dar acestea erau lente și greu de manevrat.
Atunci spaniolii au creat un nou tip de navă, galionul, care combina dimensiunile și aspectul caracelor cu caracteristicile de navigație superioare ale caravelelor: forma alungită pentru a câștiga viteză, vela latină și coca mai puțin adâncă. Se observase de asemenea că la carace castelul de la prova capta vântul și încetinea avansul navei, mai ales când se naviga cu vânt din față. Astfel, acesta a fost înlocuit cu un bompres ascuțit, căruia mai târziu i s-a adăugat și un balcon. Galioanele au păstrat numai castelul maiestuos de la pupa.
Aceste îmbunătățiri l-au făcut eficient și pentru transport dar și pentru luptă, într-o vreme când indiferent de scop, o navă trebuia să poată riposta la nevoie. De multe ori în timp de război vasele de transport erau reechipate și transformate în vase de luptă.
Aspectul general al galionului a fost trasat de amiralul și arhitectul spaniol Álvaro de Bazán, dar toate puterile navale ale vremii au adus îmbunătățiri, în special englezii și olandezii, pe care le-au preluat apoi unii de la alții, în decursul conflictelor pentru a se menține în fruntea competiției.
Galioanele au continuat să fie folosite până în secolul XVIII când prin îmbunătățiri succesive au dat naștere unui nou tip de vas, navele de linie.

## Structură

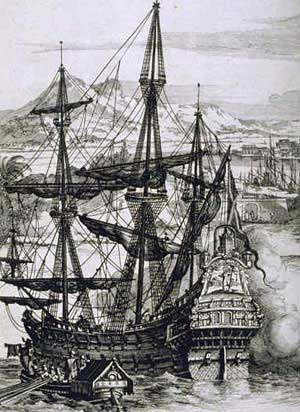
Galion spaniol

Galioanele cântăreau aproximativ 500 de tone, mai puțin decât caracele, ajungând în vremea Invincibilei Armada până la 1000 de tone. În mod excepțional, galioanele Manila care formau convoaie de transport ce străbăteau Pacificul, cântăreau aproximativ 2000 de tone. 
Galioanele erau mai ieftin de construit (cinci galioane costau cât trei carace), dar mai rapide și mai manevrabile decât caracele. 
Construcția galioanelor incorpora un mănunchi de inovații care au marcat epoca navigației cu pânze, unele din ele rămânând principii de baza până în epoca modernă.
Partea superioară a fost coborîtă și castelul de la prova adus spre înapoi, reducând presiunea vântului și riscul de răsturnare. Lățimea mai mare la nivelul apei care se îngusta spre partea de sus prin pereți înclinați, dădea o stabilitate care permitea folosirea artileriei mai grele. Tunurile erau plasate mai aproape de linia de plutire, coborînd și mai mult centrul de greutate.
Galioanele aveau 3 sau 4 catarge, primele două cu vele dreptunghiulare iar cele din spate cu vele latine. Catargele erau acum făcute din segmente și nu dintr-o bucată masivă, invenție preluată de la olandezi, iar pânzele se fragmentează în pânze mai mici și mai multe, de dimensiuni apropiate. Catargul principal este puțin înclinat spre pupa, pentru eficiență. 
Tija cârmei a fost prelungită așa încât timonierul putea vedea direcția navei și poziția pânzelor pentru o mai bună coordonare. Înainte, la vasele mari timonierul stătea sub punte și urma indicațiile date de un observator de deasupra. Timona cu roată nu apăruse încă în vremea galioanelor.
Deoarece călătoriile oceanice erau lungi și condiițiile grele la bord, mare parte din echipaj nu se mai întorcea acasă. La galioane sistemul de vele a fost adaptat așa încât să poată fi manevrat chiar și de către o mică parte din echipajul care pornea în călătorie.
La construcție se folosea lemnul de stejar pentru cocă, coaste și structură și de pin pentru arboradă. Mai târziu se începe folosirea lemnului exotic, cum ar fi caoba, când galioanele vor fi construite și în colonii, la Havana fiind primul astfel de șantier din 1610.